# San Antonio de Nicoya
San Antonio es un distrito del cantón de Nicoya, en la provincia de Guanacaste, de Costa Rica. Cuenta caseríos como: Las Pozas, San Lázaro, San Antonio, Talolinga y San Vicente. Es además, punto limítrofe entre Nicoya y Santa Cruz, en la entrada al residencial El Alamo.

## Geografía
San Antonio cuenta con un área de 339,5 km² y una altitud media de 68 m s. n. m.

## Demografía
Para el año 2022, San Antonio cuenta con una población estimada de 8031 habitantes, y para el último censo efectuado, en 2011, San Antonio contaba con una población de 6642 habitantes.

## Localidades
- Barrios: Guayabal.
- Poblados: Biscoyol, Bolsa, Boquete, Buenos Aires, Cañal, Carao, Cerro Mesas, Conchal, Corral de Piedra, Corralillo, Coyolar, Cuba, Cuesta Madroño, Chira, Flor, Florida, Guayabo, Loma Ayote, Matamba, México, Montañita, Monte Galán, Moracia, Ojo de Agua, Palos Negros, Piave, Piedras Blancas, Pozas, Pozo de Agua, Pueblo Nuevo, Puerto Humo, Rosario, San Lázaro, San Vicente, Silencio, Talolinga, Tamarindo, Zapote.

## Transporte

### Carreteras
Al distrito lo atraviesan las siguientes rutas nacionales de carretera:
- Ruta nacional 150
- Ruta nacional 905
- Ruta nacional 906
- Ruta nacional 907
- Ruta nacional 920
- Ruta nacional 929
- Ruta nacional 931